# Proconvertine
La proconvertine ou facteur VII est un facteur de la coagulation.

## Déficit
Le déficit constitutionnel en proconvertine appelé déficit congénital en facteur VII est rare. 
Le terme ‘maladie d’Alexander’ est parfois utilisé comme synonyme de cette maladie car découvert par le Dr. B. Alexander en 1951. Elle ne doit cependant pas être confondue avec une autre maladie d'Alexander, la leucodystrophie due à la défaillance de la protéine GFAP 

## Le facteur VII en tant que médicament
Le facteur VII activé est utilisé dans certains cas d'hémophilies lorsqu'il existe des anticorps anti facteur VIII ou IX, ou lors d'un déficit en facteur VII. En dehors de ces cas, il facilite la formation de thrombine et la constitution d'un caillot permettant d'arrêter certains saignements. Il est d'ailleurs quasi exclusivement utilisé dans ce type d'indication aux États-Unis. Le risque est, cependant, la survenue d'un accident thrombotique (occlusion d'une artère) pouvant provoquer un défaut d'oxygènation (ischémie) du territoire en cause.